# Rhaphuma weigeli
Rhaphuma weigeli là một loài bọ cánh cứng trong họ Cerambycidae.